# Бекхожин, Ерлан Халижанович
Ерлан Халижанович Бекхожин (каз. Ерлан Халижанұлы Бекхожин, род. 6 мая 1963, КазССР) — журналист, ведущий, сценарист, продюсер, медиаменеджер. Директор ТРК «МИР» в Казахстане (1997—2003). Основатель и председатель редакционного совета общественно-политических республиканских газет «Айқын» (каз.), «Литер» (рус.).
Генеральный директор ТОО «Литер Медиа» (2003—2009). Генеральный директор НАО «Телерадиокомплекс Президента Республики Казахстан» (2009—2019).
С 2019 по 2022 годы занимал должность председателя правления АО «Агентство „Хабар“».
С 2016 по 2021 года президент Казахстанской Федерации профессионального бокса и президент клуба главных редакторов (2016—2019). С 2023 г. Профессор Европейского института PR(EIIRP Франция).

## Биография
Родился 6 мая 1963 года в КазССР. Сын казахского поэта, писателя, лауреата государственной премии КазССР, народного писателя Казахстана Калижана Бекхожина.
В 1980 году закончил в г. Алматы школу № 35 и в том же году поступил в Казахский государственный университет им. С. М. Кирова по специальности «журналистика», который с успехом окончил в 1985 году. В 2000 получил диплом по специальности «юрист» в Центрально-Азиатском университете.

### Трудовая деятельность
С 1985 — ведущий информационной программы Тәулiк Тынысы — «Панорама дня» Казахского радио.
С 1992 — комментатор, заместитель главного редактора информационных программ Казахского телевидения, ведущий информационной программы «Шарайна»
С 1994 — автор и ведущий информационных программ Агентства «Хабар».
С 1995 — Автор и ведущий информационно-аналитической программы «Жеті күн» Республиканского Агентства «Хабар»
С 1996 — ведущий программы «Вместе» МТРК «Мир» на Первом канале (Россия).
С 1997 — директор МТРК «Мир» в Республике Казахстан.
С 2003 — генеральный директор ТОО «Литер-Media», основатель и издатель газет «Литер» и «Айқын»
С 2009 — генеральный директор АО «Телерадиокомплекс (ТРК) Президента Республики Казахстан».
С 2019 по февраль 2022 — председатель правления АО «Агентство „Хабар“».

### Общественная деятельность
С 2009 по 2019 — член совета директоров АО «Казахстанская Правда»
С 2016 по 2021 — президент Казахстанской федерации профессионального бокса.
С 2016 по 2019 — председатель Клуба главных редакторов Казахстана.

## Награды
| Страна     | Дата | Награда |
| ---------- | ---- | --- |
| Казахстан  | 1994 | Лауреат премии Союза молодежи Казахстана |
| Казахстан  | 1996 | Обладатель Республиканской премии: «Алтын Жұлдыз» в номинации «Лучший журналист года»                                                                           |
| Казахстан  | 1996 | Диплом Министерства Нефтяной и Газовой промышленности РК |
| Россия     | 1998 | Лауреат премии Союза журналистов России |
| Казахстан  | 2000 | Лауреат премии Союза журналистов Казахстана |
| Казахстан  | 2000 | Обладатель Республиканской премии : «Алтын Жұлдыз» в номинации «Лучшая информационно-аналитическая программа»                                                   |
| Казахстан  | 2001 | Академик Академии Журналистики РК |
| Казахстан  | 2004 | Юбилейная медаль «Қазақстан темiр жолына 100 жыл» |
| Казахстан  | 2006 | Кавалер ордена «Құрмет» |
| Казахстан  | 2008 | Благодарность Президента Республики Казахстан |
| Казахстан  | 2008 | Лауреат премии Президента Республики Казахстана в области СМИ                                                                                                   |
| Казахстан  | 2008 | Диплом Международного кинофорума «Вместе — в третьем тысячелетии»                                                                                               |
| Казахстан  | 2010 | Благодарность Президента Республики Казахстан за освещение Саммита ОБСЕ                                                                                         |
| Казахстан  | 2011 | Медаль «20 лет независимости Республики Казахстан» |
| Казахстан  | 2011 | Академик Евразийской Академии телевидения и радио |
| Казахстан  | 2012 | Юбилейная медаль «Қазақстан Республикасының Қарулы Күштеріне 20 жыл»                                                                                            |
| Казахстан  | 2013 | Почетное звание «Заслуженный деятель Казахстана» |
| Казахстан  | 2013 | Грамота «Қазақстан патриотизмдi нығайту жолындағы мемлекеттiк рәмiздердiң рөлине арналған үздiк мақалалар, теле-радиобағдарламалар»                             |
| Казахстан  | 2013 | Медаль Бауыржан Момышұлы «Батыр шапағаты» |
| Казахстан  | 2013 | Почетная грамота «Управление делами Президента РК» |
| СНГ        | 2013 | Почетная грамота За многолетнюю плодотворную журналистскую деятельность по укреплению Содружества Независимых Государств и в связи с 50-летием со дня рождения. |
| Казахстан  | 2014 | Нагрудный знак «Отличник службы национальной гвардии» |
| Казахстан  | 2015 | Юбилейная медаль «Қазақстан халқы ассамблеясына 20 жыл» |
| Казахстан  | 2016 | Юбилейная медаль «Қазақстан Республикасының Тәуелсіздігіне 25 жыл»                                                                                              |
| СНГ        | 2017 | Грамота За большой личный вклад в информационное сопровождение деятельности СНГ                                                                                 |
| Казахстан  | 2017 | Нагрудный знак «Қазақстан полициясына 25-жыл» |
| Казахстан  | 2018 | Орден «Парасат» |
| Казахстан  | 2018 | Юбилейная медаль «Астана 20 жыл» |
| Казахстан  | 2018 | Юбилейная медаль «Қазақ телевизиясына — 60 жыл» |
| Казахстан  | 2019 | Диплом Лауреат премии Мажилиса Парламента РК «Парламент сөзі»                                                                                                   |
| Казахстан  | 2019 | Медаль «За внесенный вклад в обеспечение правопорядка» |
| Казахстан  | 2020 | Юбилейная медаль «Қазақстан халқы ассамблеясына 25 жыл» |
| Казахстан  | 2020 | Юбилейная медаль «Абай» |
| Казахстан  | 2020 | Нагрудный знак «Ұлттық ұлан қызметінің үздігі» |
| Казахстан  | 2020 | Медаль МИД РК имени Назира Торекулова «За вклад в развитие внешней политики Республики Казахстан»                                                               |
| Казахстан  | 2020 | Нагрудный знак «Мейрiмi» Ассамблеи народа Казахстана за вклад в укрепление общественного согласия и общенационального единства                                  |
| Узбекистан | 2021 | Медаль «Дүстлик» |
| Казахстан  | 2021 | Благодарность Президента РК с вручением нагрудного знака в канун 30-летия Независимости                                                                         |
| Казахстан  | 2022 | Нагрудный знак Общественного объединения «Казахстанская федерация профессионального бокса»                                                                      |

## Семья
Женат, воспитывает 2 детей.